# Taiwanoporia amylospora
Taiwanoporia amylospora är en svampart som beskrevs av T.T. Chang & W.N. Chou 2003. Taiwanoporia amylospora ingår i släktet Taiwanoporia, klassen Agaricomycetes, divisionen basidiesvampar och riket svampar.   Inga underarter finns listade i Catalogue of Life.